# Casa de las Américas
Casa de las Américas es una institución cultural fundada en La Habana, Cuba, el 28 de abril de 1959 (Ley N.º 229). Nació como una institución adscrita al Ministerio de Educación y a partir de 1976 lo fue al Ministerio de Cultura de Cuba. Su primera directora fue Haydée Santamaría (1959-1980). Posteriormente, ocuparon el cargo de presidentes de la institución Mariano Rodríguez (1980-1986) y Roberto Fernández Retamar (1986-2019). El narrador y ensayista Abel Prieto está al frente de la institución desde fines de 2019.
Su principal tarea es desarrollar y ampliar las relaciones culturales entre los pueblos de la América Latina y el Caribe así como su difusión en Cuba y el resto de América. Para ello busca estimular la producción e investigación culturales. Además difunde el material artístico y literario de América y el Caribe por medio de actividades de promoción, conciertos, concursos, exhibiciones, festivales, seminarios. Realiza también una importante tarea de publicación y colaboración de carácter científico y cultural.
Publica la revista Casa de las Américas desde 1960. Otras publicaciones son las revistas Conjunto (1964), dedicada al teatro latinoamericano y caribeño, Boletín música (1970-1990 y 1995 a la fecha) y Anales del Caribe (1981), con textos en español, inglés y francés.

## Premios de la Casa de las Américas
Otorga anualmente, desde 1960, el Premio Literario Casa de las Américas. El certamen, llamado originalmente Concurso Literario Hispanoamericano, pasó a ser Concurso Literario Latinoamericano en 1964 y, finalmente, en 1965, adquirió su actual nombre.
Las principales categorías de premiación, convocadas desde 1960, son poesía, cuento, novela, teatro, ensayo, a las que se agregaron posteriormente: testimonio (1970), literatura para niños y jóvenes (1975), literatura caribeña en ingés y creol inglesa (1975), literatura caribeña en francés y creol (1979), literatura brasileña (1980). En la actualidad se convoca también en Estudios de la Mujer, Estudios sobre Latinos en los Estados Unidos, Estudios sobre Culturas Originarias de América y Estudios sobre Afroamérica. 
Otros premios importantes son el Premio El Gallo de la Habana (1966 a la producción teatral), el Premio de Musicología (1979) y el Premio de Composición (1966 y 1967, reanudado en 2004). También se convocaron el Premio de Ensayo Fotográfico (1981), Premio La Joven Estampa (1987, de grabado).

## Premios honoríficos
En el año 2000 la Casa de las Américas convocó por primera vez, y como parte de su Premio Literario, a otros tres premios, de carácter honorífico: 
- Premio de Poesía José Lezama Lima
- Premio de Narrativa José María Arguedas
- Premio de Ensayo Ezequiel Martínez Estrada

Estos nombres no solo son emblemáticos dentro de la literatura del continente americano, sino que, además, estuvieron vinculados a esta institución, y al Premio mismo, desde sus primeros años. 
El cubano Lezama Lima fue jurado en tres ocasiones, el peruano Arguedas en otra, y el argentino Martínez Estrada no solo actuó como tal sino que fue el primero en ganar el premio de ensayo, en 1960. 
Los tres premios –entregados a libros relevantes publicados originalmente en español por un autor de nuestra América– se proponen dar la mayor difusión posible a los clásicos de hoy. 
Desde el año 2002 estos premios tienen una frecuencia anual.